# José Poll
José Poll Martínez (ur. 24 września 1950, zm. w kwietniu 2020) – kubański zapaśnik w stylu klasycznym. Olimpijczyk z Moskwy 1980, gdzie zajął szóste miejsce w kategorii 90 kg.
Piąty w mistrzostwach świata w 1981. Trzy medale igrzysk panamerykańskich, złoty w 1979. Triumfator Igrzysk Ameryki Środkowej i Karaibów w 1982 roku.